# Mathias Pereira Lage
Pour les articles homonymes, voir Pereira.
Mathias Pereira Lage, né le 30 novembre 1996 à Clermont-Ferrand (Puy-de-Dôme), est un footballeur franco-portugais qui évolue au poste de milieu gauche au FC St. Pauli.

## Biographie
Mathias Pereira Lage effectue sa préformation au pôle espoirs de Vichy, tout en jouant conjointement au Clermont Foot, où il signera son premier contrat professionnel en mai 2016, pour une durée de trois ans.
Il joue avec Clermont, un total de 120 matchs avec les professionnels, pour 22 buts et sept passes décisives. Très rarement blessé ou suspendu, il dispute avec cette équipe un nombre record de 86 matchs consécutifs en Ligue 2.
Il réalise sa meilleure performance avec Clermont lors de la saison 2017-2018, où il inscrit un total de dix buts en Ligue 2. Il est notamment l'auteur d'un triplé sur la pelouse du FC Sochaux lors de l'avant dernière journée, le 4 mai 2018 (victoire 1-3). La saison suivante, il inscrit sept buts dans ce championnat, avec un doublé lors de la réception de l'AS Béziers, le 30 novembre 2018 (victoire 2-0).
Le 30 juillet 2019, il signe un contrat de trois saisons en faveur du SCO d'Angers. Le montant du transfert s'élève à deux millions d'euros, avec un pourcentage à la revente.
Le 28 mai 2022, il signe un contrat de trois ans avec le Stade brestois 29.
Le 21 juin 2025, en fin de contrat avec le Stade brestois 29, Mathias Pereira Lage quitte la France et s'engage avec le FC St. Pauli, club allemand évoluant en Bundesliga’. 

## Statistiques
| Saison                | Club                  | Championnat           | Championnat | Championnat | Coupe nationale | Coupe nationale | Coupe de la Ligue | Coupe de la Ligue | Compétition(s) continentale(s) | Compétition(s) continentale(s) | Compétition(s) continentale(s) | Total | Total |
| Saison                | Club                  | Division              | M.          | B.          | M.              | B.              | M.                | B.                | Comp.                          | M.                             | B.                             | M.    | B.    |
| 2015-2016             | Clermont Foot 63      | Ligue 2               | 6           | 1           | -               | -               | -                 | -                 | -                              | -                              | -                              | 6     | 1     |
| 2016-2017             | Clermont Foot 63      | Ligue 2               | 28          | 2           | 2               | 0               | 3                 | 0                 | -                              | -                              | -                              | 33    | 2     |
| 2017-2018             | Clermont Foot 63      | Ligue 2               | 38          | 10          | 1               | 0               | 2                 | 0                 | -                              | -                              | -                              | 41    | 10    |
| 2018-2019             | Clermont Foot 63      | Ligue 2               | 38          | 7           | 2               | 0               | 2                 | 2                 | -                              | -                              | -                              | 42    | 9     |
| Sous-total            | Sous-total            | Sous-total            | 110         | 20          | 5               | 0               | 7                 | 2                 | -                              | -                              | -                              | 122   | 22    |
| 2019-2020             | Angers SCO            | Ligue 1               | 25          | 1           | 1               | 1               | 1                 | 0                 | -                              | -                              | -                              | 27    | 2     |
| 2020-2021             | Angers SCO            | Ligue 1               | 28          | 4           | 2               | 0               | -                 | -                 | -                              | -                              | -                              | 30    | 4     |
| 2021-2022             | Angers SCO            | Ligue 1               | 24          | 4           | 1               | 0               | -                 | -                 | -                              | -                              | -                              | 25    | 4     |
| Sous-total            | Sous-total            | Sous-total            | 77          | 9           | 4               | 1               | 1                 | 0                 | -                              | -                              | -                              | 82    | 10    |
| 2022-2023             | Stade brestois 29     | Ligue 1               | 24          | 2           | -               | -               | -                 | -                 | -                              | -                              | -                              | 24    | 2     |
| 2023-2024             | Stade brestois 29     | Ligue 1               | 30          | 3           | 3               | 0               | -                 | -                 | -                              | -                              | -                              | 33    | 3     |
| 2024-2025             | Stade brestois 29     | Ligue 1               | 29          | 2           | 4               | 1               | -                 | -                 | C1                             | 9                              | 1                              | 42    | 4     |
| Sous-total            | Sous-total            | Sous-total            | 83          | 7           | 7               | 1               | -                 | -                 | -                              | 9                              | 1                              | 99    | 9     |
| Total sur la carrière | Total sur la carrière | Total sur la carrière | 270         | 36          | 16              | 2               | 8                 | 2                 | -                              | 9                              | 1                              | 303   | 41    |